# Can Palau del Sot
Can Palau del Sot és un edifici a tocar de l'autopista C-32 al seu pas pel terme de Pineda de Mar (al Maresme). L'edifici bàsic primitiu té tres cossos, de baixos i pis. La teulada és a dues vessants, però té el frontó a la façana lateral, i el portal rodó adovellat, principal, a la façana que suporta la teulada sobre l'esmentat portal, de la qual rep l'aigua de la pluja. La façana principal, orientada al nord, és més antiga; la porxada del pis sembla més moderna, del segle xviii. Les teules per les cobertes i la pedra (maçoneria) pels murs, són els materials bàsics de construcció.